# Кайкыбасов, Абду
Абду Кайкыбасов (каз. Әбді Қайқыбасов; 1891 год — 1978 год) — старший чабан колхоза «Шет-Жарык» Четского района Карагандинской области, Казахская ССР. Герой Социалистического Труда (1948).

## Биография
Родился в 1891 (по другим данным — в 1882) году в ауле Шетжарик Каракаралинского уезда Семипалатинской области (ныне — Шетский район Карагандинской области Казахстана). Происходит из подрода Керней рода Каракесек племени Аргын.
Трудился чабаном, старшим чабаном в колхозе «Шет-Жарык» Четского района.
В 1948 году вырастил 605 ягнят от 500 овцематок. Средний вес каждого ягнёнка составил 40,8 килограмм. Указом Президиума Верховного Совета СССР от 23 июля 1948 года за получение высокой продуктивности животноводства в 1947 году при выполнении колхозом обязательных поставок сельскохозяйственных продуктов и плана развития животноводства удостоен звания Героя Социалистического Труда с вручением ордена Ленина и золотой медали «Серп и Молот».
С 1964 года — на пенсии.
Скончался в 1978 году.